# Uzbeccy arcymistrzowie szachowi
Lista uzbeckich szachistów, posiadających tytuły arcymistrzów (GM) i arcymistrzyń (WGM), zarówno w grze klasycznej, korespondencyjnej, kompozycji szachowej, jak i w rozwiązywaniu zadań szachowych oraz tytuły arcymistrzów honorowych (HGM), przyznawanych za osiągnięcia w przeszłości. Obejmuje także zawodników, którzy barwy Uzbekistanu reprezentowali tylko w pewnym okresie swojego życia.

## Szachy klasyczne

### arcymistrzowie
| Zawodnicy           | Rok urodzenia | Rok śmierci | Rok nadania | Uwagi                          |
| ------------------- | ------------- | ----------- | ----------- | ------------------------------ |
| Gieorgij Agzamow    | 1954          | 1986        | 1984        | wyłącznie ZSRR                 |
| Aleksiej Barsow     | 1966          |             | 2000        | wcześniej ZSRR                 |
| Ibragim Chamrakułow | 1982          |             | 2006        | obecnie Hiszpania              |
| Marat Dżumajew      | 1976          |             | 2001        | wcześniej ZSRR                 |
| Anton Filippow      | 1986          |             | 2008        |                                |
| Timur Gariejew      | 1988          |             | 2004        | obecnie USA                    |
| Aleksander Graf     | 1962          |             | 1992        | wcześniej ZSRR, obecnie Niemcy |
| Saidali Jułdaszew   | 1968          |             | 1997        | wcześniej ZSRR                 |
| Dmitrij Kajumow     | 1949          |             | 2003        | wcześniej ZSRR                 |
| Siergiej Kajumow    | 1981          |             | 2010        |                                |
| Rustam Kasimdżanow  | 1979          |             | 1997        |                                |
| Walerij Łoginow     | 1955          |             | 1991        | wcześniej ZSRR, obecnie Rosja  |
| Szuchrat Safin      | 1970          | 2009        | 1999        | wcześniej ZSRR                 |
| Michaił Saltajew    | 1962          |             | 1995        | wcześniej ZSRR                 |
| Grigorij Serper     | 1969          |             | 1992        | wcześniej ZSRR, obecnie USA    |
| Tachir Wachidow     | 1963          |             | 2009        | wcześniej ZSRR                 |
| Siergiej Zagrebelny | 1965          |             | 1993        | wcześniej ZSRR                 |
| Raset Ziatdinow     | 1958          |             | 2005        | wcześniej ZSRR, obecnie USA    |

### arcymistrzynie
| Zawodniczki       | Rok urodzenia | Rok śmierci | Rok nadania | Uwagi |
| ----------------- | ------------- | ----------- | ----------- | ----- |
| Jelena Krjuczkowa | 1969          |             | 2004        |       |
| Nafisa Muminowa   | 1990          |             | 2013        |       |

## Szachy korespondencyjne

### arcymistrzowie
| Zawodnicy          | Rok urodzenia | Rok śmierci | Rok nadania | Uwagi |
| ------------------ | ------------- | ----------- | ----------- | ----- |
| Gieorgij Borisenko | 1922          |             | 1966        |       |